# Lijst van burgemeesters van Oostzaan
Dit is een lijst van burgemeesters van de Nederlandse gemeente Oostzaan in de provincie Noord-Holland.
| Ambtsperiode                      | Naam burgemeester                   | Partij of stroming | Bijzonderheden                       |
| --------------------------------- | ----------------------------------- | ------------------ | ------------------------------------ |
| 1817 - 1833                       | Klaas (K.) Stam                     |                    | schout/burgemeester                  |
| 1833 - 1857                       | Huibert (H.) van Leeuwen            |                    |                                      |
| 1857 - 1871                       | J. Brat Pz.                         |                    |                                      |
| 1872 - 1882                       | Abele van der Wijk (1824-1882)      |                    |                                      |
| 1882 - 1899                       | G.A. Swart                          |                    |                                      |
| 1901 - 1904                       | Teunis Lodder Kzn.                  |                    |                                      |
| 1905 - 1932                       | David Teer                          |                    |                                      |
| 1932 - 1941                       | Jan Willem Zigeler                  |                    |                                      |
| 11 juli 1942 - 8 juli 1943        | Johannes Alexander Antonius de Bree | NSB                | Door zelfdoding om het leven gekomen |
| 1943 - 1945                       | Willem Andries (W.A). Sikkema       |                    | tot juli 1944 waarnemend             |
| 1946 - 1969                       | Ate (A.) Hes                        |                    |                                      |
| 1969 - 1981                       | Piet (P.B.J.) Reeling Brouwer       | PvdA               |                                      |
| 1981 - 1992                       | Piet (P.) Beuse                     | PvdA               |                                      |
| 1991 - 1992                       | Klaas (K.) Kerkhoven                | PvdA               | waarnemend                           |
| 1992 - 1998                       | Berry (H.L.) Groen                  | GroenLinks         |                                      |
| 1998                              | Otto (O.) van Diepen                | VVD                | waarnemend                           |
| 1998 - 2003                       | Albert (A.) Moens                   | GroenLinks         |                                      |
| 2003                              | Jan (J.) Fokkens                    | PvdA               | waarnemend                           |
| 2003 - 1 oktober 2014             | Paul (P.J.) Möhlmann                | PvdA               |                                      |
| 1 oktober 2014 - 27 januari 2015  | Peter (P.F.) Leegwater              | CDA                | waarnemend                           |
| 28 januari 2015 - 27 januari 2021 | Rob (R.) Meerhof                    | PvdA               | [ 4 ] [ 5 ]                          |
| 1 februari 2021 - 31 mei 2021     | Wimar (W.M.) Jaeger                 | D66                | waarnemend                           |
| 1 juni 2021 - heden               | Marvin (M.D.) Polak                 | VVD                | [ 7 ]                                |